# Bébé a le béguin
Bébé a le béguin o Bébé reçoit le coup de foudre és una pel·lícula muda francesa escrita i dirigida per Louis Feuillade i estrenada el 1911.
Aquesta pel·lícula forma part de la sèrie Bébé.

## Sinopsi
Bébé vol concertar una cita amb la professora de piano de la seva germana, de la que se n'ha enamorat.

## Repartiment
- René Dary : Bébé (com Clément Mary)
- Renée Carl : Madame Labèbe, la mama